# 壯南鰍
壯南鰍（學名：Schistura aramis）為輻鰭魚綱鯉形目條鰍科南鰍屬的其中一種。分布於亞洲寮國南烏河流域，體長可達7.1公分，棲息在森林河川底層水域，生活習性不明。

## 扩展阅读
維基物種上的相關：壯南鰍